# Sassi di Matera
I Sassi di Matera sono due quartieri di Matera, Sasso Caveoso e Sasso Barisano, formati da edifici e architetture rupestri scavati nella roccia della Murgia materana. Insieme al rione Civita (costruito sullo sperone che separa i due Sassi), costituiscono il centro storico della città di Matera. Nel 1993 sono stati dichiarati patrimonio dell'umanità UNESCO.

## Descrizione
I Sassi sono stati definiti un paesaggio culturale, per citare la definizione con cui sono stati accolti nel Patrimonio mondiale dell'UNESCO. Con il termine "Sassi" si intendono i due quartieri che costituiscono, insieme alla "Civita" e al "Piano", il centro storico di Matera. La declinazione al plurale, dunque, deriva da questa duplicità e non, come molti credono, dal fatto che un'abitazione o un locale all'interno di tali distretti si chiami "sasso". I Sassi si dispongono intorno e sul fondo di due solchi vallivi, plasmati dal passaggio dell'acqua, incanalata nei cosiddetti "grabiglioni" sul fondo delle stesse. 
Il Sasso Barisano, ubicato lungo la strada che uscendo dalla città proseguiva verso Bari, orientato a nord-ovest, contiene portali scolpiti e fregi. Il Sasso Caveoso, che guarda a sud verso Montescaglioso, ricorda la forma della cavea di un teatro, con le abitazioni disposte a gradoni. All'interno vi sono vari quartieri, rioni e contrade così nominati: u lammårde, u paravüse, la pendèfece, u målve, u chianädde, u casalnùve. A dividere le due valli sorge la rupe della Civita, che ospita la Cattedrale romanica. Ai piedi della Civita e al margine superiore dei Sassi giace il Piano, il centro storico post-medievale, oltre il quale si estende la Matera post-sfollamento. 
Sul versante opposto della Gravina di Matera, è presente l'altopiano della Murgia, con chiese rupestri sparse lungo i pendii delle gravine, rientranti nell'istituzione del Parco della Murgia Materana e protette dalla stessa. "Grotte naturali, architetture ipogee, cisterne, enormi recinti trincerati, masserie, chiese e palazzi, si succedono e coesistono, scavati e costruiti nel tufo delle gravine" scrive Pietro Laureano nel suo libro Giardini di pietra.
La città della pietra, centro storico di Matera scavato a ridosso del burrone, è stata abitata sin dal Paleolitico: alcuni tra i reperti trovati risalgono al XIII millennio a.C., e molte delle case che scendono in profondità nel calcare della gravina, sono state vissute senza interruzione dall'età del bronzo, sino allo sfollamento avvenuto negli anni cinquanta. La prima definizione di Sasso come rione pietroso abitato risale ad un documento del 1204.

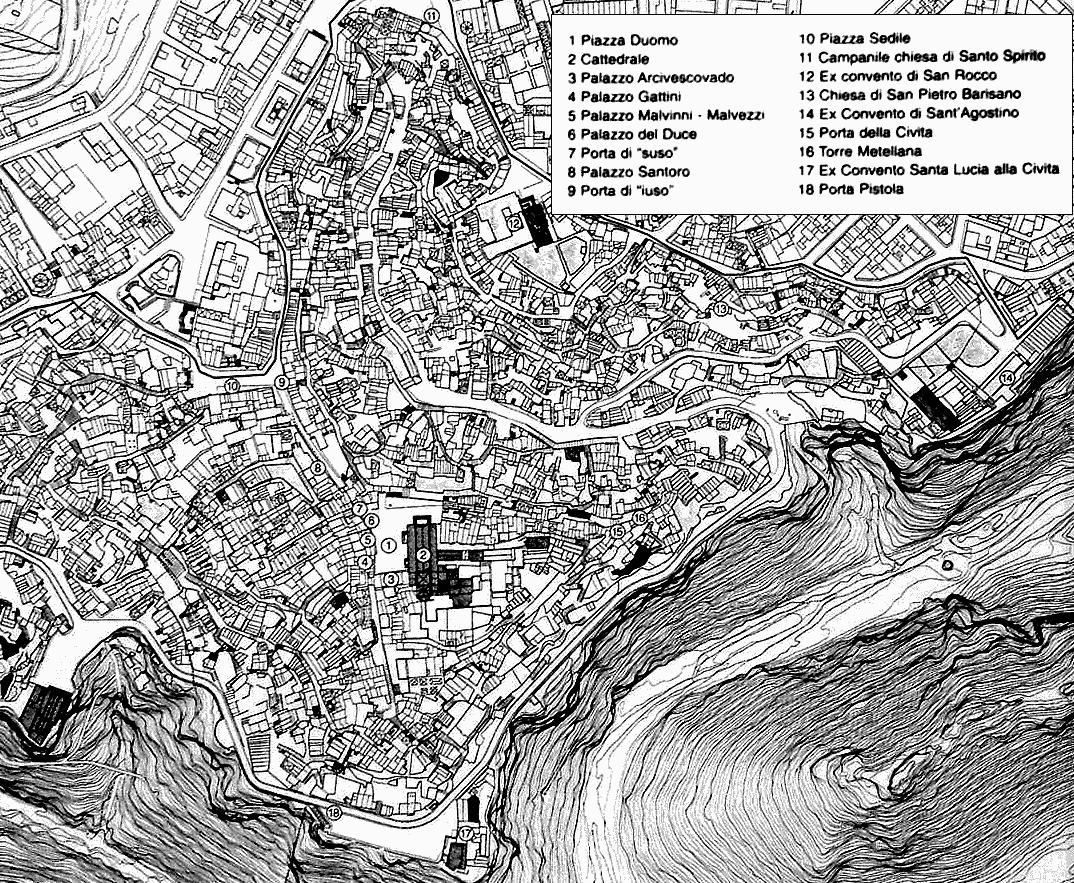
Mappa dei Sassi di Matera

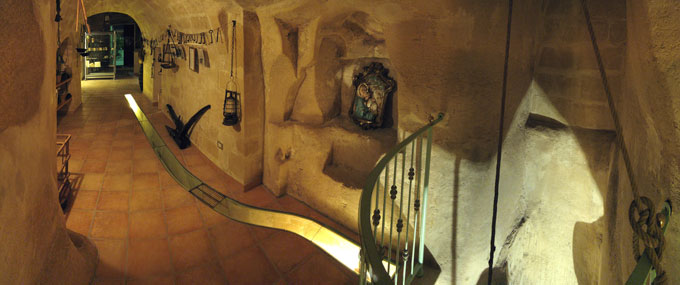
Matera, canale per la raccolta delle acque in cisterna

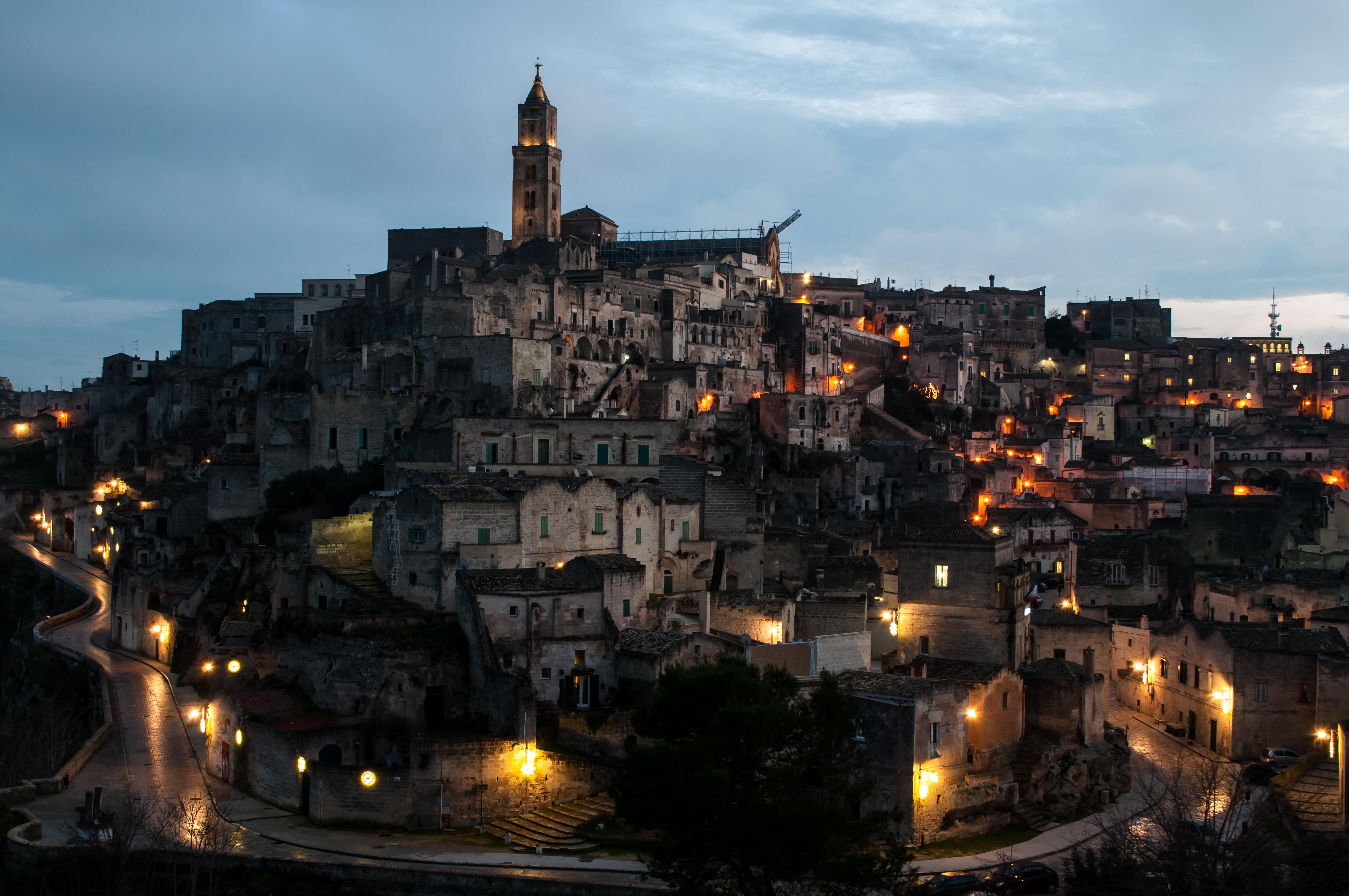
Il Sasso Barisano e parte della Civita

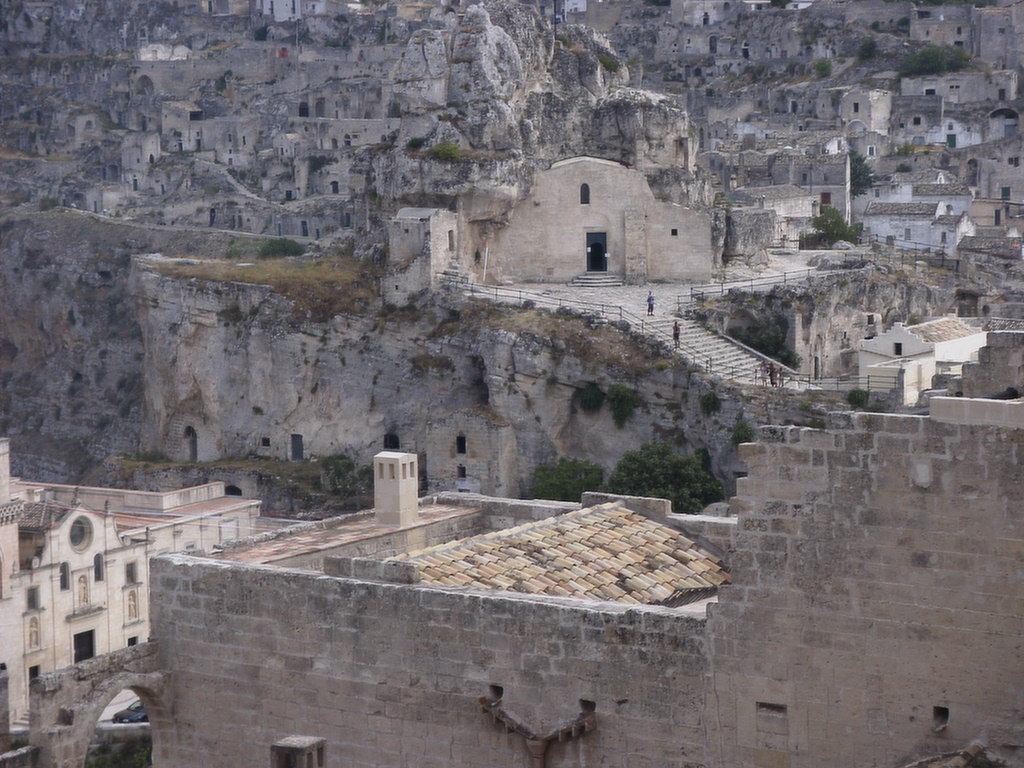
Il Sasso Caveoso con vista di Santa Maria di Idris

I Sassi di Matera sono un insediamento urbano derivante dalle varie forme di civilizzazione ed antropizzazione succedutesi nel tempo, da quelle preistoriche dei villaggi trincerati del periodo neolitico, all'habitat della civiltà rupestre di matrice orientale (IX-XI secolo), che costituisce il sostrato urbanistico dei Sassi, con i suoi camminamenti, canalizzazioni, cisterne; dalla civitas di matrice occidentale normanno-sveva (XI-XIII secolo), con le sue fortificazioni, alle successive espansioni rinascimentali (XV-XVI secolo) e sistemazioni urbane barocche (XVII-XVIII secolo); ed infine dal degrado igienico-sociale del XIX e della prima metà del XX secolo allo sfollamento disposto con legge nazionale negli anni cinquanta, fino all'attuale recupero iniziato a partire dalla legge del 1986.
Facciate rinascimentali e barocche si aprono su cisterne dell'VIII secolo, trasformate in abitazioni. Alcuni ipogei sono stati scavati a più riprese fino agli anni cinquanta, altri murati e dimenticati, nascosti nei fianchi della collina. Il Palombaro lungo è un serbatoio d'acqua posto sotto piazza Vittorio Veneto, che funge da sistema di raccolta delle acque, ed è stato realizzato nel XIX secolo. I Sassi, la città popolare, insieme alla Civita aristocratica e medievale eretta su un'antica acropoli, sono in effetti un palinsesto pieno di sorprese, anche se sembrano immobili e compatti, chiusi nella pietra nuda a tratti appena corretta da una mano di calce.
La descrizione di Carlo Levi in Cristo si è fermato a Eboli evoca uno spalancare d'occhi. Alla sorella, che fa da voce narrante, i Sassi appaiono come due mezzi imbuti separati da uno sperone di roccia, la Civita, e la chiesa bianca di Santa Maria de Idris, che pareva ficcata nella terra. I due mezzi imbuti sono i Sassi, e per Levi hanno la forma con cui, a scuola, immaginavamo l'Inferno di Dante.

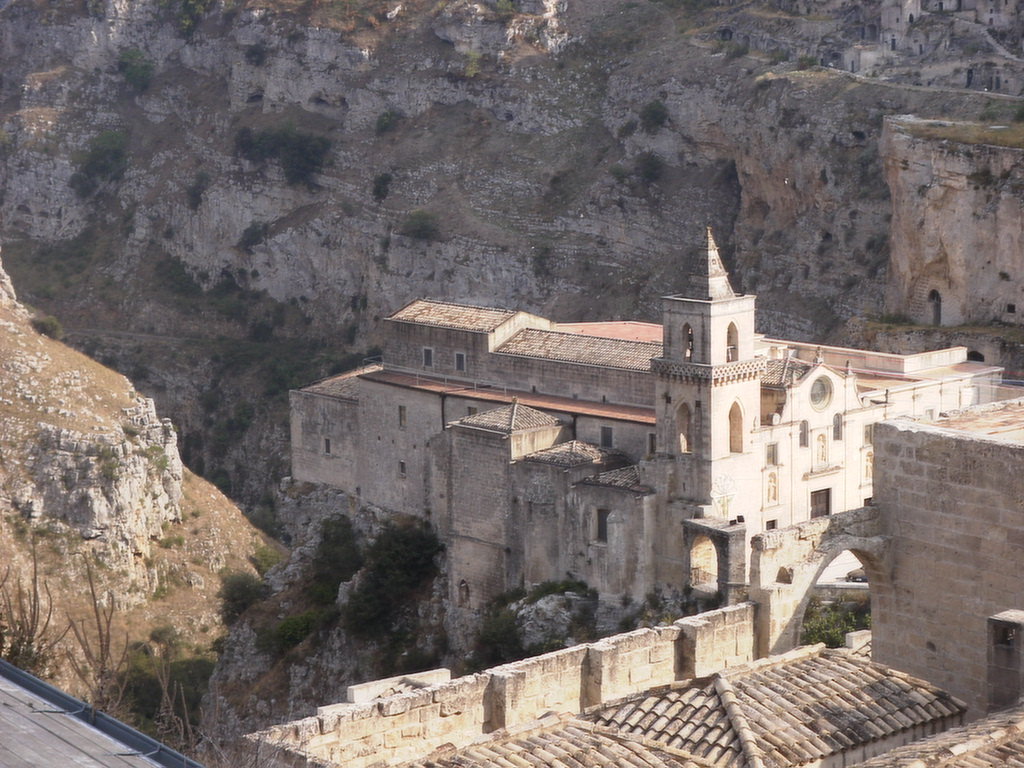
San Pietro Caveoso

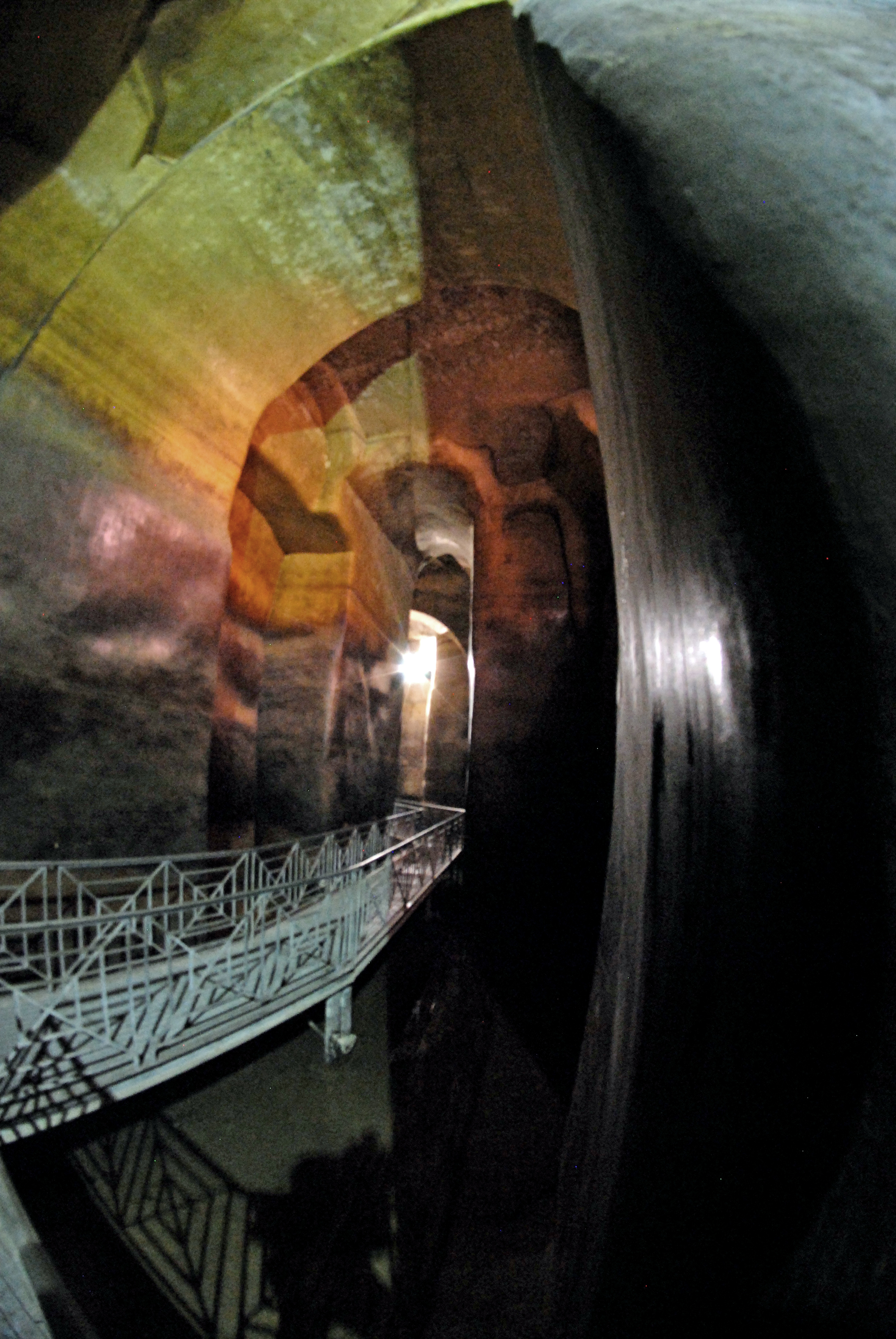
Il Palombaro lungo

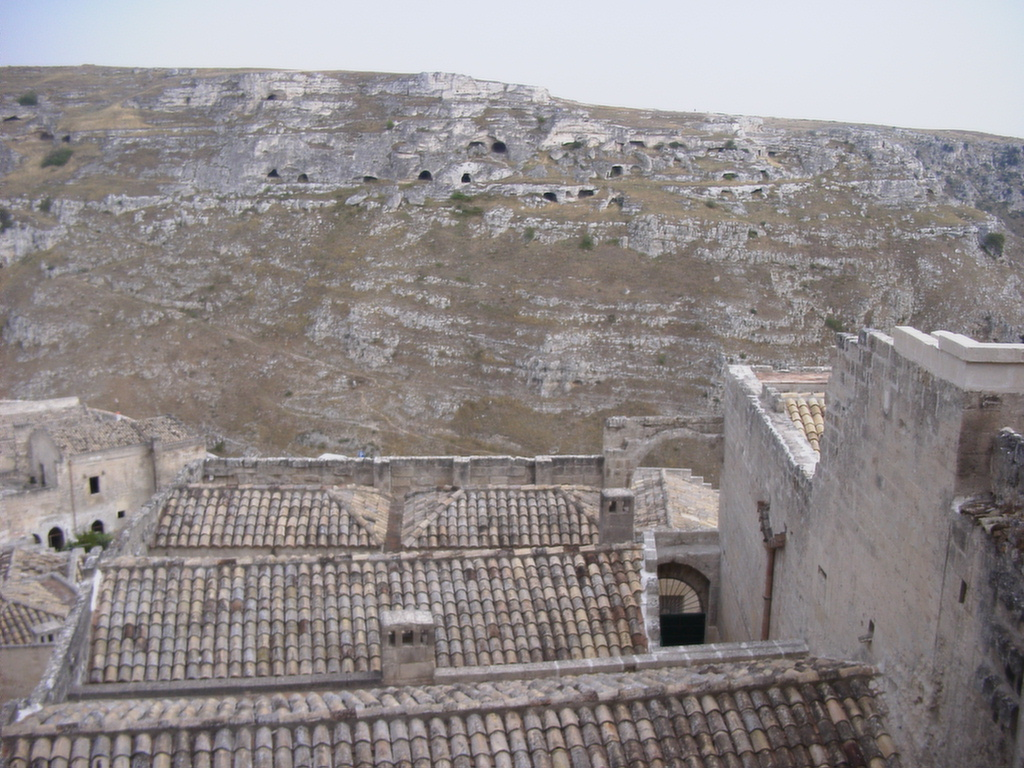
Grotte sul versante opposto della Gravina

Ma quelli che allo scrittore in esilio erano sembrati i gironi dell'Alighieri, in realtà facevano parte di un sistema complesso ed efficiente. La pianta dell'antica Matera vista dall'alto, si presenta come un'omega greca. Piazza del Sedile, sotto la Civita, appare in equilibrio tra il Caveoso e il Barisano. Si scende nei Sassi per delle arcate, che sembrano dei passaggi occulti. Le calate erano affiancate da canali d'irrigazione che rifornivano cisterne a goccia, in alcune case ci sono fino a sette cisterne. 
Orti e giardini pensili si affacciavano dai tetti. I tetti a volte servivano da cimiteri: i vivi sottoterra, i defunti in superficie. Così, dice il cronista Verricelli nella sua Cronica de la città di Matera 1595-1596, «in Matera li morti stanno sopra li vivi». All'imbrunire gli abitanti accendevano i loro lumi al di fuori delle loro abitazioni, così allo spettatore che guardava dall'alto, i Sassi si illuminavano come un cielo stellato; quindi a Matera, concludeva il cronista cinquecentesco, come i morti sono sopra i vivi, il cielo e le stelle si possono vedere al di sotto dei piedi degli uomini. Tale immagine ha talmente impressionato i visitatori del passato che un'interpretazione suggestiva, sebbene poco attendibile, dell'origine del nome Matera lo fa risalire al greco meteora, cioè cielo stellato.
I vicinati, costituiti da un insieme di abitazioni che affacciano su uno stesso spiazzo, spesso con il pozzo al centro, erano il modello della vita sociale, della solidarietà e della collaborazione dei Sassi. Il pozzo comune dove si lavavano i panni, il forno dove si impastava il pane facevano del vicinato la cellula fondamentale dell'organizzazione comunitaria. Nelle case, la luce arriva dall'alto come in una casbah nordafricana, e la temperatura è costante a 15 gradi, con la massa termica del tufo marino che funziona da climatizzatore. Se i raggi del sole d'estate, perpendicolari e roventi, rimangono fuori, d'inverno, obliqui, scivolano sul fondo delle grotte. Questo degradare e sovrapporsi di case e casette, è solo apparentemente caotico, perché poi risulta costruito con molti accorgimenti. Ma la discesa nei Sassi è una sorpresa continua. Tra viottoli e gradini si arriva in formidabili complessi monastici scavati nella roccia, Cenobi benedettini e laure bizantine, in cui le celle di monaci si stringono intorno a una chiesa sotterranea.
Nella pietra dei Sassi sono scavati anche chiese, cenobi, conventi e monasteri; i più importanti situati nell'ambito urbano sono Santa Lucia alle Malve, complesso rupestre che anticamente ospitava una comunità monastica, il Convicinio di S. Antonio un comprensorio costituito da 4 cripte rupestri, Santa Maria di Idris sulla sommità dell'omonima rupe, Santa Barbara ricca di affreschi, la Madonna delle Virtù che insieme alla sovrastante chiesa di San Nicola dei Greci oggi ospita importanti mostre di scultura, e San Pietro Barisano con facciata e campanile in muratura ed interno quasi completamente scavato nella roccia. Al centro del Sasso Caveoso c'è invece la chiesa in muratura di San Pietro Caveoso, antica parrocchia della città, situata a picco sullo strapiombo della Gravina. Difficile distinguere le influenze: si trovano iconostasi ortodosse in chiese a pianta latina. 
Gli affreschi sono meno rigidi di quelli degli anacoreti dell'Asia minore, le madonne meno regine e più popolane, cosa che deve essere piaciuta a Pier Paolo Pasolini, quando girò Il Vangelo secondo Matteo. A fare raffronti, la struttura dei Sassi ricorda la splendida Mistrà in Laconia, la città ad alveare, che sopravvisse dieci anni in libertà dopo la caduta di Bisanzio. È una struttura dovuta al sistema della raccolta delle acque tipica dei centri bizantini - sostiene Laureano - che ritroviamo in altri insediamenti rupestri in Puglia e Basilicata, da Massafra a Gravina in Puglia. È allo studio dell'UNESCO un progetto per far entrare anche questi luoghi nella lista dei Patrimoni dell'umanità: un parco di paesaggi culturali di cui i Sassi di Matera saranno l'epicentro.
I Sassi ospitano anche, all'interno dello storico Palazzo Pomarici (XVI-XVII sec. d.C.), ubicato sulla Civita, il MUSMA (Museo della Scultura Contemporanea - Matera). Inoltre, è possibile visitare diverse "case grotta" in cui sono ricostruite le dimore degli abitanti dei Sassi prima dello sfollamento, arredate con i mobili e gli attrezzi autentici del periodo.

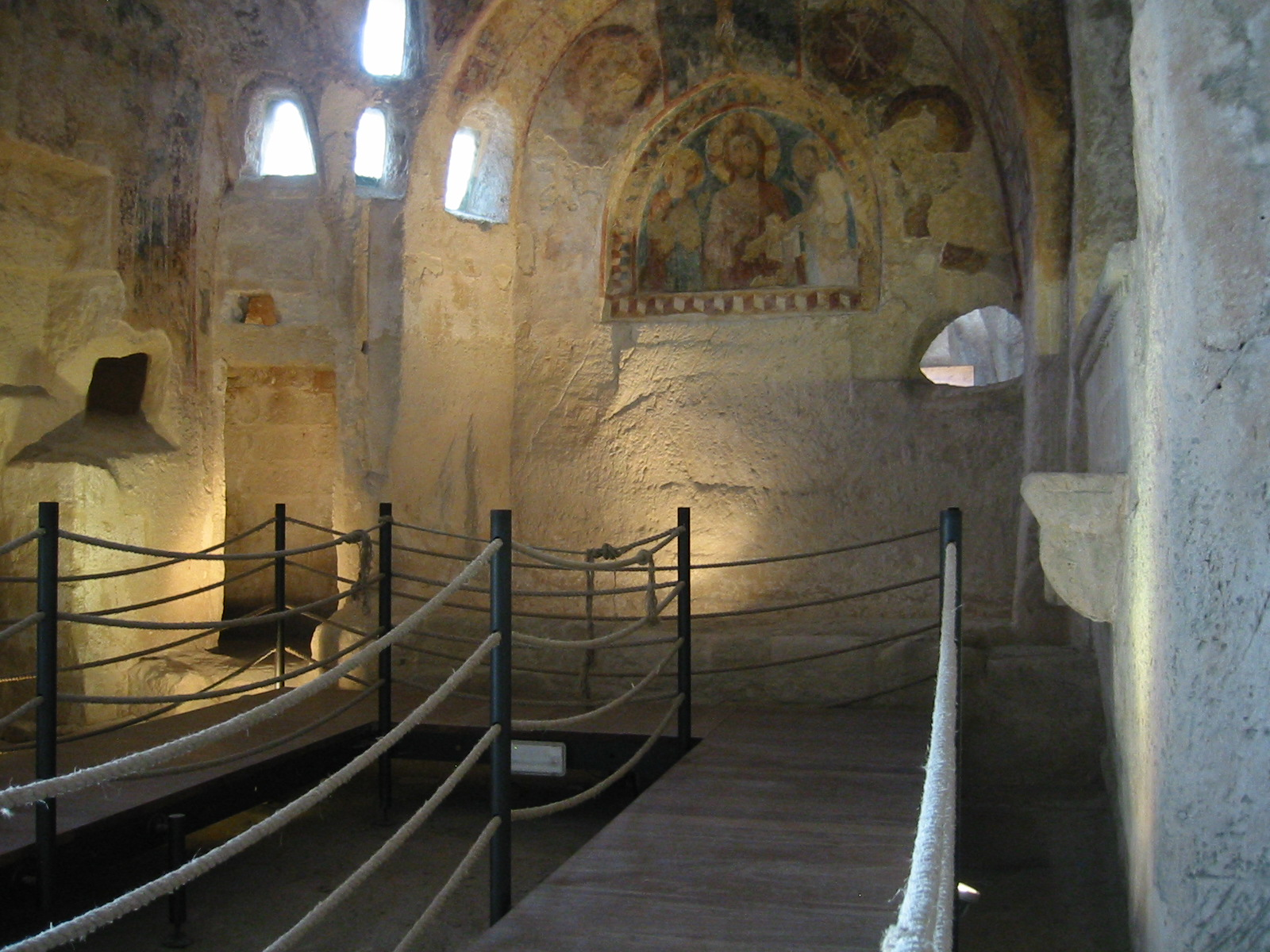
Interno di una chiesa rupestre (convicinio di Sant'Antonio)

## Musica
- Nel 2016 il gruppo musicale Corde Oblique dedica un brano a questo luogo, intitolato "i Sassi di Matera", suddiviso in due momenti, uno ispirato al Sasso Barisano e l'altro al Sasso Caveoso. La traccia è inserita nell'album "I Maestri del Colore".

### Patrimonio dell'umanità
I Sassi di Matera sono stati iscritti nella lista dei patrimoni dell'umanità dall'UNESCO nel 1993. Sono stati il primo sito iscritto dell'Italia meridionale. L'iscrizione è stata motivata dal fatto che essi rappresentano un ecosistema urbano straordinario, capace di perpetuare dal più lontano passato preistorico i modi di abitare nelle caverne fino alla modernità. I Sassi di Matera costituiscono un esempio eccezionale di accurata utilizzazione nel tempo delle risorse fornite dalla natura: acqua, suolo, energia. Nel rapporto della commissione che ha verificato la rispondenza del luogo ai criteri di valutazione dell'UNESCO, la candidatura di Matera risponde ai seguenti criteri:
Criterio IV: I Sassi ed il Parco delle chiese rupestri di Matera sono un esempio rilevante di un insieme architettonico e paesaggistico testimone di momenti significativi della storia dell'umanità. Questi si svolgono dalle primitive abitazioni sotterranee scavate nelle facciate di pietra delle gravine fino a sofisticate strutture urbane costruite con i materiali di scavo, e da paesaggi naturali ben conservati con importanti caratteristiche biologiche e geologiche fino a realizzare paesaggi urbani dalle complesse strutture.

Criterio V: I Sassi ed il Parco delle chiese rupestri di Matera sono un rilevante esempio di insediamento umano tradizionale e di uso del territorio rappresentativo di una cultura che ha, dalle sue origini, mantenuto un armonioso rapporto con il suo ambiente naturale, ed è ora sottoposta a rischi potenziali. L'equilibrio tra intervento umano e l'ecosistema mostra una continuità per oltre nove millenni, durante i quali parti dell'insediamento tagliato nella roccia furono gradualmente adattate in rapporto ai bisogni crescenti degli abitanti.»

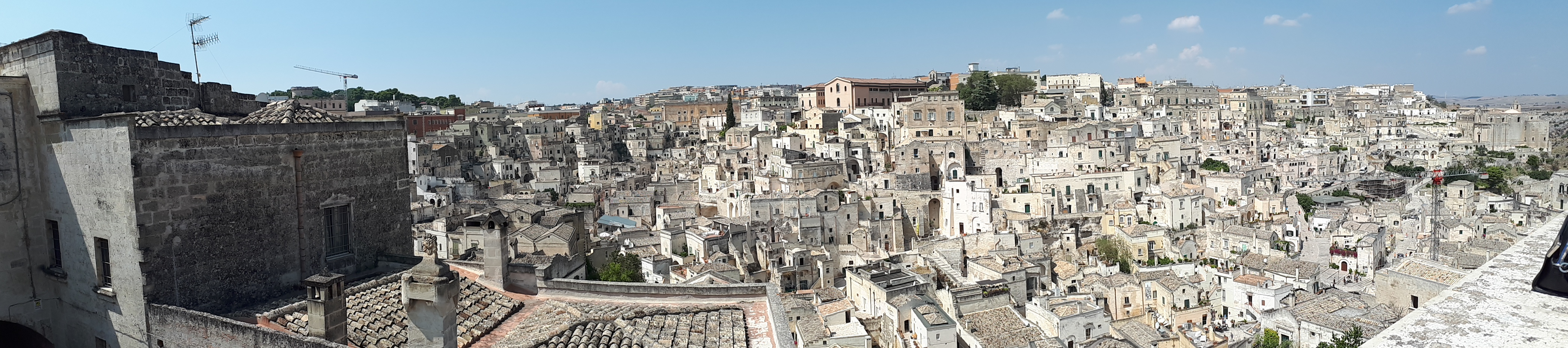
Panorama del centro storico di Matera dal piazzale della cattedrale

### I Sassi nella cultura di massa
Questa località è una famosa meta per il cinema. Mel Gibson ambientò nei Sassi gli esterni de La Passione di Cristo, luogo che ritenne a suo dire "perfetto" come ambientazione di Gerusalemme. Tante altre pellicole nazionali e internazionali presentano i Sassi come sfondo tra cui Il Vangelo secondo Matteo di Pier Paolo Pasolini, Cristo si è fermato a Eboli di Francesco Rosi, Ben-Hur di Timur Bekmambetov e Wonder Woman di Patty Jenkins.
I Sassi sono anche lo scenario di alcuni capitoli del manga D.Gray-man di Katsura Hoshino, così come alcuni episodi della relativa trasposizione anime dal titolo Il fantasma di Matera, Aria del vecchio della terra e della notte del cielo e "Fammi sentire una ninna-nanna.
I Sassi fanno da ambientazione principale ne Il licantropo di Matera, tratto dal fumetto Dampyr, di Mauro Boselli e Maurizio Colombo.
I Sassi sono anche una delle scenografie più ricorrenti della Fiction televisiva Imma Tataranni - Sostituto procuratore, in onda dal 2019 su Rai 1.

### Lo sfollamento
Carlo Levi, spedito al confino in Lucania dal regime fascista, visitò i Sassi quando erano all'apice di un collasso demografico che era iniziato nel secolo precedente. Gli abitanti erano aumentati in maniera esponenziale e la pastorizia era in declino: sulle case nella roccia erano stati sopraelevati più piani, erano spariti gli orti e i giardini pensili, e le cisterne erano state riadattate a monolocali in cui intere famiglie convivevano con muli e pecore in condizioni igieniche estremamente precarie. L'opera di sensibilizzazione di Levi fu un importante primo passo per la risoluzione del problema dei Sassi.
Nel 1950, il presidente del consiglio Alcide De Gasperi, a seguito di una sua visita in Basilicata in cui si rese conto della gravità delle condizioni di vita del luogo, incaricò il deputato lucano Emilio Colombo di studiare un disegno di legge per il risanamento e lo sfollamento dei Sassi di Matera. La proposta di Colombo venne consegnata a De Gasperi nel 1951, presentata in parlamento come disegno di legge n. 2141 “Risanamento dei Sassi di Matera”, ed infine approvata all'unanimità il 17 maggio del 1952 come la “Legge speciale per il risanamento dei Sassi” (n. 619) che, in virtù del suo propositore, divenne nota anche come "Legge Colombo".
Lo sfollamento ebbe quindi inizio nel 1952 e si protrasse fino al 1965. Tale operazione fu resa necessaria dalla non più sostenibile situazione in cui versava la popolazione, afflitta ad esempio da una mortalità infantile quattro volte superiore alla media nazionale. Il romanzo Cristo si è fermato a Eboli narrava espressamente le precarie situazioni igieniche in cui versavano i Sassi, dove vivevano circa quindicimila abitanti (la metà dell'intera popolazione cittadina, che ammontava a trentamila abitanti), con la mancanza di fognature che aumentava il rischio di epidemie. L'abbandono forzato delle loro vecchie abitazioni da parte di molti cittadini fu comunque doloroso, per quanto i nuovi quartieri, progettati dai più grandi architetti, sociologi e antropologi del tempo, tra cui Ludovico Quaroni, Carlo Aymonino e Luigi Piccinato, fossero indubbiamente più confortevoli. Lo sfollamento dei Sassi ebbe come conseguenza un notevole sviluppo urbanistico per la città di Matera, compreso un piano regolatore.